# Mount Minto, British Columbia
Mount Minto är ett berg i Kanada.   Det ligger i provinsen British Columbia, i den västra delen av landet, 4 100 km väster om huvudstaden Ottawa. Toppen på Mount Minto är 2 107 meter över havet.
Terrängen runt Mount Minto är varierad, och innehåller bland annat sjön Atlin Lake. Mount Minto är den högsta punkten i trakten. Trakten runt Mount Minto är nära nog obefolkad, med mindre än två invånare per kvadratkilometer.. Det finns inga samhällen i närheten.